# Liste der Präsidenten pro tempore des Senats der Vereinigten Staaten
Dies ist eine vollständige Liste der Präsidenten pro tempore des Senats der Vereinigten Staaten.

## 1789–1890
Vor 1890 wählte der Senat den Präsidenten pro tempore nur für den Zeitraum, in dem der Vizepräsident abwesend war.
| Kongress               | Präsident pro tempore     | Partei                              | Staat          | Amtszeit                             |
| ---------------------- | ------------------------- | ----------------------------------- | -------------- | ------------------------------------ |
| 1. Kongress 1789–1791  | John Langdon              |                                     | New Hampshire  | 6. April – 21. April 1789            |
| 1. Kongress 1789–1791  | John Langdon              | 7. August – 9. August 1789          | New Hampshire  |                                      |
| 2. Kongress 1791–1793  | Richard Henry Lee         |                                     | Virginia       | 18. April – 8. Oktober 1792          |
| 2. Kongress 1791–1793  | John Langdon              |                                     | New Hampshire  | 5. November – 4. Dezember 1792       |
| 2. Kongress 1791–1793  | John Langdon              | 1. März – 3. März 1793              | New Hampshire  |                                      |
| 3. Kongress 1793–1795  | John Langdon              | 4. März – 2. Dezember 1793          | New Hampshire  |                                      |
| 3. Kongress 1793–1795  | Ralph Izard               |                                     | South Carolina | 31. Mai – 9. November 1794           |
| 3. Kongress 1793–1795  | Henry Tazewell            |                                     |                | 20. Februar – 7. Juni 1795           |
| 4. Kongress 1795–1797  | Henry Tazewell            | Demokratisch-Republikanische Partei | Virginia       | 7. Dezember – 8. Dezember 1795       |
| 4. Kongress 1795–1797  | Samuel Livermore          | Föderalistische Partei              | New Hampshire  | 6. Mai – 4. Dezember 1796            |
| 4. Kongress 1795–1797  | William Bingham           | Föderalistische Partei              | Pennsylvania   | 16. Februar – 3. März 1797           |
| 5. Kongress 1797–1799  | William Bradford          | Föderalistische Partei              | Rhode Island   | 6. Juli – Oktober 1797               |
| 5. Kongress 1797–1799  | Jacob Read                | Föderalistische Partei              | South Carolina | 22. November – 12. Dezember 1797     |
| 5. Kongress 1797–1799  | Theodore Sedgwick         | Föderalistische Partei              | Massachusetts  | 27. Juni – 5. Dezember 1798          |
| 5. Kongress 1797–1799  | John Laurance             | Föderalistische Partei              | New York       | 6. Dezember – 27. Dezember 1798      |
| 5. Kongress 1797–1799  | James Ross                | Föderalistische Partei              | Pennsylvania   | 1. März – 1. Dezember 1799           |
| 6. Kongress 1799–1801  | Samuel Livermore          | Föderalistische Partei              | New Hampshire  | 2. Dezember – 29. Dezember 1799      |
| 6. Kongress 1799–1801  | Uriah Tracy               | Föderalistische Partei              | Connecticut    | 14. Mai – 16. November 1800          |
| 6. Kongress 1799–1801  | John Eager Howard         | Föderalistische Partei              | Maryland       | 21. November – 27. November 1800     |
| 6. Kongress 1799–1801  | James Hillhouse           | Föderalistische Partei              | Connecticut    | 28. Februar – 3. März 1801           |
| 7. Kongress 1801–1803  | Abraham Baldwin           | Demokratisch-Republikanische Partei | Georgia        | 7. Dezember 1801 – 14. Januar 1802   |
| 7. Kongress 1801–1803  | Abraham Baldwin           | Demokratisch-Republikanische Partei | Georgia        | 17. April – 13. Dezember 1802        |
| 7. Kongress 1801–1803  | Stephen R. Bradley        | Demokratisch-Republikanische Partei | Vermont        | 14. Dezember 1802 – 18. Januar 1803  |
| 7. Kongress 1801–1803  | Stephen R. Bradley        | Demokratisch-Republikanische Partei | Vermont        | 25. Februar 1803                     |
| 7. Kongress 1801–1803  | Stephen R. Bradley        | Demokratisch-Republikanische Partei | Vermont        | 2. März – 16. Oktober 1803           |
| 8. Kongress 1803–1805  | John Brown                | Demokratisch-Republikanische Partei | Kentucky       | 17. Oktober – 6. Dezember 1803       |
| 8. Kongress 1803–1805  | John Brown                | Demokratisch-Republikanische Partei | Kentucky       | 23. Januar – 26. Februar 1804        |
| 8. Kongress 1803–1805  | Jesse Franklin            | Demokratisch-Republikanische Partei | Kentucky       | 10. März – 4. November 1804          |
| 8. Kongress 1803–1805  | Joseph Anderson           | Demokratisch-Republikanische Partei | Tennessee      | 15. Januar – 3. Februar 1805         |
| 8. Kongress 1803–1805  | Joseph Anderson           | Demokratisch-Republikanische Partei | Tennessee      | 28. Februar – 2. März 1805           |
| 8. Kongress 1803–1805  | Joseph Anderson           | Demokratisch-Republikanische Partei | Tennessee      | 2. März – 1. Dezember 1805           |
| 9. Kongress 1805–1807  | Samuel Smith              | Demokratisch-Republikanische Partei | Maryland       | 2. Dezember – 15. Dezember 1805      |
| 9. Kongress 1805–1807  | Samuel Smith              | Demokratisch-Republikanische Partei | Maryland       | 18. März – 30. November 1806         |
| 9. Kongress 1805–1807  | Samuel Smith              | Demokratisch-Republikanische Partei | Maryland       | 2. März – 25. Oktober 1807           |
| 10. Kongress 1807–1809 | Samuel Smith              | Demokratisch-Republikanische Partei | Maryland       | 16. April – 6. November 1808         |
| 10. Kongress 1807–1809 | Stephen R. Bradley        | Demokratisch-Republikanische Partei | Vermont        | 28. Dezember 1808 – 8. Januar 1809   |
| 10. Kongress 1807–1809 | John Milledge             | Demokratisch-Republikanische Partei | Georgia        | 30. Januar – 3. März 1809            |
| 11. Kongress 1809–1811 | John Milledge             | Demokratisch-Republikanische Partei | Georgia        | 4. März – 21. Mai 1809               |
| 11. Kongress 1809–1811 | Andrew Gregg              | Demokratisch-Republikanische Partei | Pennsylvania   | 26. Juni – 18. Dezember 1809         |
| 11. Kongress 1809–1811 | John Gaillard             | Demokratisch-Republikanische Partei | South Carolina | 28. Februar – 2. März 1810           |
| 11. Kongress 1809–1811 | John Gaillard             | Demokratisch-Republikanische Partei | South Carolina | 17. April – 11. Dezember 1810        |
| 11. Kongress 1809–1811 | John Pope                 | Demokratisch-Republikanische Partei | Kentucky       | 23. Februar – 3. November 1811       |
| 12. Kongress 1811–1813 | William H. Crawford       | Demokratisch-Republikanische Partei | Georgia        | 24. März 1812 – 3. März 1813         |
| 13. Kongress 1813–1815 | William H. Crawford       | Demokratisch-Republikanische Partei | Georgia        | 4. März – 23. März 1813              |
| 13. Kongress 1813–1815 | Joseph Bradley Varnum     | Demokratisch-Republikanische Partei | Massachusetts  | 6. Dezember 1813 – 3. Februar 1814   |
| 13. Kongress 1813–1815 | John Gaillard             | Demokratisch-Republikanische Partei | South Carolina | 25. November 1814 – 3. Dezember 1815 |
| 14. Kongress 1815–1817 | John Gaillard             | Demokratisch-Republikanische Partei | South Carolina | 4. Dezember 1815 – 3. März 1817      |
| 15. Kongress 1817–1819 | John Gaillard             | Demokratisch-Republikanische Partei | South Carolina | 4. März 1817                         |
| 15. Kongress 1817–1819 | John Gaillard             | Demokratisch-Republikanische Partei | South Carolina | 6. März 1817 – 18. Februar 1818      |
| 15. Kongress 1817–1819 | John Gaillard             | Demokratisch-Republikanische Partei | South Carolina | 31. März 1818 – 5. Januar 1819       |
| 15. Kongress 1817–1819 | James Barbour             | Demokratisch-Republikanische Partei | Virginia       | 15. Februar – 5. Dezember 1819       |
| 16. Kongress 1819–1821 | James Barbour             | Demokratisch-Republikanische Partei | Virginia       | 6. Dezember – 26. Dezember 1819      |
| 16. Kongress 1819–1821 | John Gaillard             | Demokratisch-Republikanische Partei | South Carolina | 25. Januar 1820 – 2. Dezember 1821   |
| 17. Kongress 1821–1823 | John Gaillard             | Demokratisch-Republikanische Partei | South Carolina | 3. Dezember – 27. Dezember 1821      |
| 17. Kongress 1821–1823 | John Gaillard             | Demokratisch-Republikanische Partei | South Carolina | 1. Februar – 2. Dezember 1822        |
| 17. Kongress 1821–1823 | John Gaillard             | Demokratisch-Republikanische Partei | South Carolina | 19. Februar – 30. November 1823      |
| 18. Kongress 1823–1825 | John Gaillard             | Demokratisch-Republikanische Partei | South Carolina | 1. Dezember 1823 – 20. Januar 1824   |
| 18. Kongress 1823–1825 | John Gaillard             | Demokratisch-Republikanische Partei | South Carolina | 21. Mai 1824 – 3. März 1825          |
| 19. Kongress 1825–1827 | John Gaillard             | Demokratisch-Republikanische Partei | South Carolina | 9. März – 4. Dezember 1825           |
| 19. Kongress 1825–1827 | Nathaniel Macon           | Demokratisch-Republikanische Partei | North Carolina | 20. Mai – 3. Dezember 1826           |
| 19. Kongress 1825–1827 | Nathaniel Macon           | Demokratisch-Republikanische Partei | North Carolina | 2. Januar – 13. Februar 1827         |
| 19. Kongress 1825–1827 | Nathaniel Macon           | Demokratisch-Republikanische Partei | North Carolina | 2. März – 2. Dezember 1827           |
| 20. Kongress 1827–1829 | Samuel Smith              | Jacksonian                          | Maryland       | 15. Mai – 18. Dezember 1828          |
| 21. Kongress 1829–1831 | Samuel Smith              | Demokratische Partei                | Maryland       | 13. März – 10. Dezember 1829         |
| 21. Kongress 1829–1831 | Samuel Smith              | Demokratische Partei                | Maryland       | 20. Mai – 31. Dezember 1830          |
| 21. Kongress 1829–1831 | Samuel Smith              | Demokratische Partei                | Maryland       | 1. März – 4. Dezember 1831           |
| 22. Kongress 1831–1833 | Samuel Smith              | Demokratische Partei                | Maryland       | 5. Dezember – 11. Dezember 1831      |
| 22. Kongress 1831–1833 | Littleton Waller Tazewell | Demokratische Partei                | Virginia       | 9. Juli – 16. Juli 1832              |
| 22. Kongress 1831–1833 | Hugh Lawson White         | Demokratische Partei                | Tennessee      | 3. Dezember 1832 – 1. Dezember 1833  |
| 23. Kongress 1833–1835 | Hugh Lawson White         | Demokratische Partei                | Tennessee      | 2. Dezember – 15. Dezember 1833      |
| 23. Kongress 1833–1835 | George Poindexter         | Whig Party                          | Mississippi    | 28. Juni – 30. November 1834         |
| 23. Kongress 1833–1835 | John Tyler                | Whig Party                          | Virginia       | 3. März – 6. Dezember 1835           |
| 24. Kongress 1835–1837 | William R. King           | Demokratische Partei                | Alabama        | 1. Juli – 4. Dezember 1836           |
| 24. Kongress 1835–1837 | William R. King           | Demokratische Partei                | Alabama        | 28. Januar – 3. März 1837            |
| 25. Kongress 1837–1839 | William R. King           | Demokratische Partei                | Alabama        | 7. März – 3. September 1837          |
| 25. Kongress 1837–1839 | William R. King           | Demokratische Partei                | Alabama        | 13. Oktober – 3. Dezember 1837       |
| 25. Kongress 1837–1839 | William R. King           | Demokratische Partei                | Alabama        | 2. Juli – 18. Dezember 1838          |
| 25. Kongress 1837–1839 | William R. King           | Demokratische Partei                | Alabama        | 25. Februar – 1. Dezember 1839       |
| 26. Kongress 1839–1841 | William R. King           | Demokratische Partei                | Alabama        | 2. Dezember – 26. Dezember 1839      |
| 26. Kongress 1839–1841 | William R. King           | Demokratische Partei                | Alabama        | 3. Juli – 15. Dezember 1840          |
| 26. Kongress 1839–1841 | William R. King           | Demokratische Partei                | Alabama        | 3. März 1841                         |
| 27. Kongress 1841–1843 | William R. King           | Demokratische Partei                | Alabama        | 4. März 1841                         |
| 27. Kongress 1841–1843 | Samuel L. Southard        | Whig Party                          | New Jersey     | 11. März – 31. Mai 1842              |
| 27. Kongress 1841–1843 | Willie Person Mangum      | Whig Party                          | North Carolina | 31. Mai 1842 – 3. Dezember 1843      |
| 28. Kongress 1843–1845 | Willie Person Mangum      | Whig Party                          | North Carolina | 4. Dezember 1843 – 3. März 1845      |
| 29. Kongress 1845–1847 | Willie Person Mangum      | Whig Party                          | North Carolina | 4. März 1845                         |
| 29. Kongress 1845–1847 | Ambrose Hundley Sevier    | Demokratische Partei                | Arkansas       | 27. Dezember 1845                    |
| 29. Kongress 1845–1847 | David Rice Atchison       | Demokratische Partei                | Missouri       | 8. August – 6. Dezember 1846         |
| 29. Kongress 1845–1847 | David Rice Atchison       | Demokratische Partei                | Missouri       | 11. Januar – 13. Januar 1847         |
| 29. Kongress 1845–1847 | David Rice Atchison       | Demokratische Partei                | Missouri       | 3. März – 5. Dezember 1847           |
| 30. Kongress           | David Rice Atchison       | Demokratische Partei                | Missouri       | 2. Februar – 8. Februar 1848         |
| 30. Kongress           | David Rice Atchison       | Demokratische Partei                | Missouri       | 1. Juni – 14. Juni 1848              |
| 30. Kongress           | David Rice Atchison       | Demokratische Partei                | Missouri       | 26. Juni – 29. Juni 1848             |
| 30. Kongress           | David Rice Atchison       | Demokratische Partei                | Missouri       | 29. Juli – 4. Dezember 1848          |
| 30. Kongress           | David Rice Atchison       | Demokratische Partei                | Missouri       | 26. Dezember 1848 – 1. Januar 1849   |
| 30. Kongress           | David Rice Atchison       | Demokratische Partei                | Missouri       | 2. März – 4. März 1849               |
| 31. Kongress 1849–1851 | David Rice Atchison       | Demokratische Partei                | Missouri       | 5. März 1849                         |
| 31. Kongress 1849–1851 | David Rice Atchison       | Demokratische Partei                | Missouri       | 16. März – 2. Dezember 1849          |
| 31. Kongress 1849–1851 | William R. King           | Demokratische Partei                | Alabama        | 6. Mai – 19. Mai 1850                |
| 31. Kongress 1849–1851 | William R. King           | Demokratische Partei                | Alabama        | 11. Juli 1850 – 3. März 1851         |
| 32. Kongress 1851–1853 | William R. King           | Demokratische Partei                | Alabama        | 4. März 1851 – 20. Dezember 1852     |
| 32. Kongress 1851–1853 | David Rice Atchison       | Demokratische Partei                | Missouri       | 20. Dezember 1852 – 3. März 1853     |
| 33. Kongress 1853–1855 | David Rice Atchison       | Demokratische Partei                | Missouri       | 4. März 1853 – 4. Dezember 1854      |
| 33. Kongress 1853–1855 | Lewis Cass                | Demokratische Partei                | Michigan       | 4. Dezember 1854                     |
| 33. Kongress 1853–1855 | Jesse D. Bright           | Demokratische Partei                | Indiana        | 5. Dezember 1854 – 2. Dezember 1855  |
| 34. Kongress 1855–1857 | Jesse D. Bright           | Demokratische Partei                | Indiana        | 3. Dezember 1855 – 9. Juni 1856      |
| 34. Kongress 1855–1857 | Charles E. Stuart         | Demokratische Partei                | Michigan       | 9. Juni – 10. Juni 1856              |
| 34. Kongress 1855–1857 | Jesse D. Bright           | Demokratische Partei                | Indiana        | 11. Juni 1856 – 6. Januar 1857       |
| 34. Kongress 1855–1857 | James Murray Mason        | Demokratische Partei                | Virginia       | 6. Januar – 3. März 1857             |
| 35. Kongress 1857–1859 | James Murray Mason        | Demokratische Partei                | Virginia       | 4. März 1857                         |
| 35. Kongress 1857–1859 | Thomas Jefferson Rusk     | Demokratische Partei                | Texas          | 14. März – 29. Juli 1857             |
| 35. Kongress 1857–1859 | Benjamin Fitzpatrick      | Demokratische Partei                | Alabama        | 7. Dezember – 20. Dezember 1857      |
| 35. Kongress 1857–1859 | Benjamin Fitzpatrick      | Demokratische Partei                | Alabama        | 29. März – 2. Mai 1858               |
| 35. Kongress 1857–1859 | Benjamin Fitzpatrick      | Demokratische Partei                | Alabama        | 14. Juni – 5. Dezember 1858          |
| 35. Kongress 1857–1859 | Benjamin Fitzpatrick      | Demokratische Partei                | Alabama        | 19. Januar 1859                      |
| 35. Kongress 1857–1859 | Benjamin Fitzpatrick      | Demokratische Partei                | Alabama        | 25. Januar – 9. Februar 1859         |
| 36. Kongress 1859–1861 | Benjamin Fitzpatrick      | Demokratische Partei                | Alabama        | 9. März – 4. Dezember 1859           |
| 36. Kongress 1859–1861 | Benjamin Fitzpatrick      | Demokratische Partei                | Alabama        | 19. Dezember 1859 – 15. Januar 1860  |
| 36. Kongress 1859–1861 | Benjamin Fitzpatrick      | Demokratische Partei                | Alabama        | 20. Februar – 26. Februar 1860       |
| 36. Kongress 1859–1861 | Jesse D. Bright           | Demokratische Partei                | Indiana        | 12. Juni – 13. Juni 1860             |
| 36. Kongress 1859–1861 | Benjamin Fitzpatrick      | Demokratische Partei                | Alabama        | 26. Juni – 2. Dezember 1860          |
| 36. Kongress 1859–1861 | Solomon Foot              | Republikanische Partei              | Vermont        | 16. Februar – 17. Februar 1861       |
| 37. Kongress 1861–1863 | Solomon Foot              | Republikanische Partei              | Vermont        | 23. März – 3. Juli 1861              |
| 37. Kongress 1861–1863 | Solomon Foot              | Republikanische Partei              | Vermont        | 18. Juli – 1. Dezember 1861          |
| 37. Kongress 1861–1863 | Solomon Foot              | Republikanische Partei              | Vermont        | 15. Januar 1862                      |
| 37. Kongress 1861–1863 | Solomon Foot              | Republikanische Partei              | Vermont        | 31. März – 21. Mai 1862              |
| 37. Kongress 1861–1863 | Solomon Foot              | Republikanische Partei              | Vermont        | 19. Juni – 12. Dezember 1862         |
| 37. Kongress 1861–1863 | Solomon Foot              | Republikanische Partei              | Vermont        | 18. Februar – 3. März 1863           |
| 38. Kongress 1863–1865 | Solomon Foot              | Republikanische Partei              | Vermont        | 4. März – 6. Dezember 1863           |
| 38. Kongress 1863–1865 | Solomon Foot              | Republikanische Partei              | Vermont        | 18. Dezember – 20. Dezember 1863     |
| 38. Kongress 1863–1865 | Solomon Foot              | Republikanische Partei              | Vermont        | 23. Februar 1864                     |
| 38. Kongress 1863–1865 | Solomon Foot              | Republikanische Partei              | Vermont        | 11. März – 13. März 1864             |
| 38. Kongress 1863–1865 | Solomon Foot              | Republikanische Partei              | Vermont        | 11. April – 13. April 1864           |
| 38. Kongress 1863–1865 | Daniel Clark              | Republikanische Partei              | New Hampshire  | 26. April 1864 – 4. Januar 1865      |
| 38. Kongress 1863–1865 | Daniel Clark              | Republikanische Partei              | New Hampshire  | 9. Februar – 19. Februar 1865        |
| 39. Kongress 1865–1867 | Lafayette S. Foster       | Republikanische Partei              | Connecticut    | 7. März 1865 – 2. März 1867          |
| 39. Kongress 1865–1867 | Benjamin Wade             | Republikanische Partei              | Ohio           | 2. März – 3. März 1867               |
| 40. Kongress 1867–1869 | Benjamin Wade             | Republikanische Partei              | Ohio           | 4. März 1867 – 3. März 1869          |
| 41. Kongress 1869–1871 | Henry B. Anthony          | Republikanische Partei              | Rhode Island   | 23. März – 28. März 1869             |
| 41. Kongress 1869–1871 | Henry B. Anthony          | Republikanische Partei              | Rhode Island   | 9. April – 5. Dezember 1869          |
| 41. Kongress 1869–1871 | Henry B. Anthony          | Republikanische Partei              | Rhode Island   | 28. Mai – 2. Juni 1870               |
| 41. Kongress 1869–1871 | Henry B. Anthony          | Republikanische Partei              | Rhode Island   | 1. Juli – 5. Juli 1870               |
| 41. Kongress 1869–1871 | Henry B. Anthony          | Republikanische Partei              | Rhode Island   | 14. Juli – 4. Dezember 1870          |
| 42. Kongress 1871–1873 | Henry B. Anthony          | Republikanische Partei              | Rhode Island   | 10. März – 12. März 1871             |
| 42. Kongress 1871–1873 | Henry B. Anthony          | Republikanische Partei              | Rhode Island   | 17. April – 9. Mai 1871              |
| 42. Kongress 1871–1873 | Henry B. Anthony          | Republikanische Partei              | Rhode Island   | 23. Mai – 3. Dezember 1871           |
| 42. Kongress 1871–1873 | Henry B. Anthony          | Republikanische Partei              | Rhode Island   | 21. Dezember 1871 – 7. Januar 1872   |
| 42. Kongress 1871–1873 | Henry B. Anthony          | Republikanische Partei              | Rhode Island   | 23. Februar – 25. Februar 1872       |
| 42. Kongress 1871–1873 | Henry B. Anthony          | Republikanische Partei              | Rhode Island   | 8. Juni – 1. Dezember 1872           |
| 42. Kongress 1871–1873 | Henry B. Anthony          | Republikanische Partei              | Rhode Island   | 4. Dezember – 8. Dezember 1872       |
| 42. Kongress 1871–1873 | Henry B. Anthony          | Republikanische Partei              | Rhode Island   | 13. Dezember – 15. Dezember 1872     |
| 42. Kongress 1871–1873 | Henry B. Anthony          | Republikanische Partei              | Rhode Island   | 20. Dezember 1872 – 5. Januar 1873   |
| 42. Kongress 1871–1873 | Henry B. Anthony          | Republikanische Partei              | Rhode Island   | 24. Januar 1873                      |
| 43. Kongress 1873–1875 | Matthew H. Carpenter      | Republikanische Partei              | Wisconsin      | 12. März – 13. März 1873             |
| 43. Kongress 1873–1875 | Matthew H. Carpenter      | Republikanische Partei              | Wisconsin      | 26. März – 30. November 1873         |
| 43. Kongress 1873–1875 | Matthew H. Carpenter      | Republikanische Partei              | Wisconsin      | 11. Dezember 1873 – 6. Dezember 1874 |
| 43. Kongress 1873–1875 | Matthew H. Carpenter      | Republikanische Partei              | Wisconsin      | 23. Dezember 1874 – 4. Januar 1875   |
| 43. Kongress 1873–1875 | Henry B. Anthony          | Republikanische Partei              | Rhode Island   | 25. Januar – 31. Januar 1875         |
| 43. Kongress 1873–1875 | Henry B. Anthony          | Republikanische Partei              | Rhode Island   | 15. Februar – 17. Februar 1875       |
| 44. Kongress 1875–1877 | Thomas W. Ferry           | Republikanische Partei              | Michigan       | 9. März – 10. März 1875              |
| 44. Kongress 1875–1877 | Thomas W. Ferry           | Republikanische Partei              | Michigan       | 19. März 1875 – 4. März 1877         |
| 45. Kongress 1877–1879 | Thomas W. Ferry           | Republikanische Partei              | Michigan       | 5. März 1877                         |
| 45. Kongress 1877–1879 | Thomas W. Ferry           | Republikanische Partei              | Michigan       | 26. Februar – 3. März 1878           |
| 45. Kongress 1877–1879 | Thomas W. Ferry           | Republikanische Partei              | Michigan       | 17. April – 1. Dezember 1878         |
| 45. Kongress 1877–1879 | Thomas W. Ferry           | Republikanische Partei              | Michigan       | 3. März – 17. März 1879              |
| 46. Kongress 1879–1881 | Allen G. Thurman          | Demokratische Partei                | Ohio           | 15. April – 30. November 1879        |
| 46. Kongress 1879–1881 | Allen G. Thurman          | Demokratische Partei                | Ohio           | 7. April – 14. April 1880            |
| 46. Kongress 1879–1881 | Allen G. Thurman          | Demokratische Partei                | Ohio           | 6. Mai – 5. Dezember 1880            |
| 47. Kongress 1881–1883 | Thomas F. Bayard          | Demokratische Partei                | Delaware       | 10. Oktober – 13. Oktober 1881       |
| 47. Kongress 1881–1883 | David Davis               | Unabhängiger                        | Illinois       | 13. Oktober 1881 – 3. März 1883      |
| 47. Kongress 1881–1883 | George F. Edmunds         | Republikanische Partei              | Vermont        | 3. März – 2. Dezember 1883           |
| 48. Kongress 1883–1885 | George F. Edmunds         | Republikanische Partei              | Vermont        | 3. Dezember 1883 – 3. März 1885      |
| 49. Kongress 1885–1887 | John Sherman              | Republikanische Partei              | Ohio           | 7. Dezember 1885 – 26. Februar 1887  |
| 49. Kongress 1885–1887 | John James Ingalls        | Republikanische Partei              | Kansas         | 26. Februar – 4. Dezember 1887       |
| 50. Kongress 1887–1889 | John James Ingalls        | Republikanische Partei              | Kansas         | 5. Dezember 1887 – 3. März 1889      |
| 51. Kongress 1889–1891 | John James Ingalls        | Republikanische Partei              | Kansas         | 17. März 1889                        |
| 51. Kongress 1889–1891 | John James Ingalls        | Republikanische Partei              | Kansas         | 2. April – 1. Dezember 1889          |
| 51. Kongress 1889–1891 | John James Ingalls        | Republikanische Partei              | Kansas         | 5. Dezember – 10. Dezember 1889      |
| 51. Kongress 1889–1891 | John James Ingalls        | Republikanische Partei              | Kansas         | 28. Februar – 18. März 1890          |

## 1890–1911
Von 1890 bis 1911 behielt der Präsident pro tempore sein Amt bis zur Wahl eines Nachfolgers.
| Präsident pro tempore | Staat          | Partei                 | Amtszeit                         |
| --------------------- | -------------- | ---------------------- | -------------------------------- |
| John James Ingalls    | Kansas         | Republikanische Partei | 3. April 1890 – 2. März 1891     |
| Charles F. Manderson  | Tennessee      | Republikanische Partei | 2. März 1891 – 22. März 1893     |
| Isham G. Harris       | New Hampshire  | Demokratische Partei   | 22. März 1893 – 7. Januar 1895   |
| Matt Whitaker Ransom  | North Carolina | Demokratische Partei   | 7. Januar – 10. Januar 1895      |
| Isham G. Harris       | New Hampshire  | Demokratische Partei   | 10. Januar – 4. März 1895        |
| William P. Frye       | Maine          | Republikanische Partei | 7. Februar 1896 – 27. April 1911 |

## 1911–1913: Rotierende Präsidenten
Zu einer Ausnahmesituation bei der Wahl des Präsidenten pro tempore kam es in den Jahren von 1911 bis 1913 aufgrund der schwierigen Mehrheitsverhältnisse: Nachdem der vormalige Amtsinhaber William P. Frye gestorben war, einigten sich der progressive und der konservative Flügel der Republikaner sowie die Demokraten im Senat auf eine zeitweilige Kompromisslösung für die Neubesetzung, wonach sich die Kandidaten der Fraktionen in der Amtsausübung abwechseln sollten.
| President pro tempore   | Staat         | Partei                 | Amtszeit                                                 |
| Augustus Octavius Bacon | Georgia       | Demokratische Partei   | 14. August 1911                                          |
| Charles Curtis          | Kansas        | Republikanische Partei | 4. Dezember 1911 – 12. Dezember 1911                     |
| Augustus Octavius Bacon | Georgia       | Demokratische Partei   | 15. Januar 1912 – 17. Januar 1912                        |
| Jacob Harold Gallinger  | New Hampshire | Republikanische Partei | 12. Februar 1912 – 14. Februar 1912                      |
| Augustus Octavius Bacon | Georgia       | Demokratische Partei   | 11. März 1912 – 12. März 1912                            |
| Frank B. Brandegee      | Connecticut   | Republikanische Partei | 25. März 1912 – 26. März 1912                            |
| Augustus Octavius Bacon | Georgia       | Demokratische Partei   | 8. April 1912                                            |
| Jacob Harold Gallinger  | New Hampshire | Republikanische Partei | 26. April 1912 – 27. April 1912 7. Mai 1912              |
| Augustus Octavius Bacon | Georgia       | Demokratische Partei   | 10. Mai 1912                                             |
| Henry Cabot Lodge       | Massachusetts | Republikanische Partei | 25. Mai 1912                                             |
| Augustus Octavius Bacon | Georgia       | Demokratische Partei   | 30. Mai 1912 – 3. Juni 1912 13. Juni 1912 – 5. Juli 1912 |
| Jacob Harold Gallinger  | New Hampshire | Republikanische Partei | 6. Juli 1912 – 31. Juli 1912                             |
| Augustus Octavius Bacon | Georgia       | Demokratische Partei   | 1. August – 10. August 1912                              |
| Jacob Harold Gallinger  | New Hampshire | Republikanische Partei | 12. August – 26. August 1912                             |
| Augustus Octavius Bacon | Georgia       | Demokratische Partei   | 27. August – 15. Dezember 1912                           |
| Jacob Harold Gallinger  | New Hampshire | Republikanische Partei | 16. Dezember 1912 und 4. Januar 1913                     |
| Augustus Octavius Bacon | Georgia       | Demokratische Partei   | 5. Januar – 18. Januar 1913                              |
| Jacob Harold Gallinger  | New Hampshire | Republikanische Partei | 19. Januar – 1. Februar 1913                             |
| Augustus Octavius Bacon | Georgia       | Demokratische Partei   | 2. Februar – 15. Februar 1913                            |
| Jacob Harold Gallinger  | New Hampshire | Republikanische Partei | 16. Februar – 3. März 1913                               |

## Seit 1913
Seit dem 63. Kongress gilt wieder das bis 1911 verwendete Wahlsystem.
| Kongress                                                                      | Präsident pro tempore | Partei                 | Staat          | Amtszeit                           |
| ----------------------------------------------------------------------------- | --------------------- | ---------------------- | -------------- | ---------------------------------- |
| 63. Kongress 64. Kongress                                                     | James Paul Clarke     | Demokratische Partei   | Arkansas       | 13. März 1913 – 1. Oktober 1916    |
| 64. Kongress 65. Kongress                                                     | Willard Saulsbury Jr. | Demokratische Partei   | Delaware       | 14. Dezember 1916 – 3. März 1919   |
| 66. Kongress 67. Kongress 68. Kongress                                        | Albert B. Cummins     | Republikanische Partei | Iowa           | 19. Mai 1919 – 6. März 1925        |
| 69. Kongress 70. Kongress 71. Kongress 72. Kongress                           | George H. Moses       | Republikanische Partei | New Hampshire  | 6. März 1925 – 3. März 1933        |
| 73. Kongress 74. Kongress 75. Kongress 76. Kongress                           | Key Pittman           | Demokratische Partei   | Nevada         | 9. März 1933 – 10. November 1940   |
| 76. Kongress                                                                  | William H. King       | Demokratische Partei   | Utah           | 19. November 1940 – 3. Januar 1941 |
| 77. Kongress                                                                  | Pat Harrison          | Demokratische Partei   | Mississippi    | 6. Januar – 22. Juni 1941          |
| 78. Kongress                                                                  | Carter Glass          | Demokratische Partei   | Virginia       | 10. Juli 1941 – 6. Januar 1945     |
| 79. Kongress                                                                  | Kenneth McKellar      | Demokratische Partei   | Tennessee      | 6. Januar 1945 – 4. Januar 1947    |
| 80. Kongress                                                                  | Arthur H. Vandenberg  | Republikanische Partei | Michigan       | 4. Januar 1947 – 3. Januar 1949    |
| 81. Kongress 82. Kongress                                                     | Kenneth McKellar      | Demokratische Partei   | Tennessee      | 3. Januar 1949 – 3. Januar 1953    |
| 83. Kongress                                                                  | Styles Bridges        | Republikanische Partei | New Hampshire  | 3. Januar 1953 – 5. Januar 1955    |
| 84. Kongress                                                                  | Walter F. George      | Demokratische Partei   | Georgia        | 5. Januar 1955 – 3. Januar 1957    |
| 85. Kongress 86. Kongress 87. Kongress 88. Kongress 89. Kongress 90. Kongress | Carl Hayden           | Demokratische Partei   | Arizona        | 3. Januar 1957 – 3. Januar 1969    |
| 91. Kongress                                                                  | Richard B. Russell    | Demokratische Partei   | Georgia        | 3. Januar 1969 – 21. Januar 1971   |
| 92. Kongress                                                                  | Allen J. Ellender     | Demokratische Partei   | Louisiana      | 22. Januar 1971 – 27. Juli 1972    |
| 92. Kongress 93. Kongress 94. Kongress 95. Kongress                           | James Eastland        | Demokratische Partei   | Mississippi    | 28. Juli 1972 – 27. Dezember 1978  |
| 96. Kongress                                                                  | Warren Magnuson       | Demokratische Partei   | Washington     | 15. Januar 1979 – 3. Dezember 1980 |
| 96. Kongress                                                                  | Milton Young          | Republikanische Partei | North Dakota   | 4. Dezember 1980                   |
| 96. Kongress                                                                  | Warren Magnuson       | Demokratische Partei   | Washington     | 5. Dezember 1980 – 3. Januar 1981  |
| 97. Kongress 98. Kongress 99. Kongress                                        | Strom Thurmond        | Republikanische Partei | South Carolina | 5. Januar 1981 – 6. Januar 1987    |
| 100. Kongress                                                                 | John C. Stennis       | Demokratische Partei   | Mississippi    | 6. Januar 1987 – 3. Januar 1989    |
| 101. Kongress 102. Kongress 103. Kongress                                     | Robert Byrd           | Demokratische Partei   | West Virginia  | 3. Januar 1989 – 4. Januar 1995    |
| 104. Kongress 105. Kongress 106. Kongress                                     | Strom Thurmond        | Republikanische Partei | South Carolina | 4. Januar 1995 – 3. Januar 2001    |
| 107. Kongress                                                                 | Robert Byrd           | Demokratische Partei   | West Virginia  | 3. Januar – 20. Januar 2001        |
| 107. Kongress                                                                 | Strom Thurmond        | Republikanische Partei | South Carolina | 20. Januar – 6. Juni 2001          |
| 107. Kongress                                                                 | Robert Byrd           | Demokratische Partei   | West Virginia  | 6. Juni 2001 – 3. Januar 2003      |
| 108. Kongress 109. Kongress                                                   | Ted Stevens           | Republikanische Partei | Alaska         | 3. Januar 2003 – 4. Januar 2007    |
| 110. Kongress 111. Kongress                                                   | Robert Byrd           | Demokratische Partei   | West Virginia  | 4. Januar 2007 – 28. Juni 2010     |
| 111. Kongress 112. Kongress                                                   | Daniel Inouye         | Demokratische Partei   | Hawaii         | 28. Juni 2010 – 17. Dezember 2012  |
| 112. Kongress 113. Kongress                                                   | Patrick Leahy         | Demokratische Partei   | Vermont        | 17. Dezember 2012 – 6. Januar 2015 |
| 114. Kongress 115. Kongress                                                   | Orrin Hatch           | Republikanische Partei | Utah           | 6. Januar 2015 – 3. Januar 2019    |
| 116. Kongress                                                                 | Chuck Grassley        | Republikanische Partei | Iowa           | 3. Januar 2019 – 20. Januar 2021   |
| 117. Kongress                                                                 | Patrick Leahy         | Demokratische Partei   | Vermont        | 20. Januar 2021 – 3. Januar 2023   |
| 118. Kongress                                                                 | Patty Murray          | Demokratische Partei   | Washington     | 3. Januar 2023 – 3. Januar 2025    |
| 119. Kongress                                                                 | Chuck Grassley        | Republikanische Partei | Iowa           | seit dem 3. Januar 2025            |

## Anzahl der Präsidenten pro tempore pro Staat
| Anzahl | Staat          |
| ------ | -------------- |
| 7      | Virginia       |
| 6      | Georgia        |
| 6      | New Hampshire  |
| 4      | Connecticut    |
| 4      | Michigan       |
| 4      | Mississippi    |
| 4      | Tennessee      |
| 4      | Vermont        |
| 3      | Kentucky       |
| 3      | Massachusetts  |
| 3      | North Carolina |
| 3      | Ohio           |
| 3      | Pennsylvania   |
| 3      | South Carolina |
| 2      | Alabama        |
| 2      | Arkansas       |
| 2      | Delaware       |
| 2      | Iowa           |
| 2      | Kansas         |
| 2      | Maryland       |
| 2      | Rhode Island   |
| 2      | Utah           |
| 1      | Alaska         |
| 1      | Arizona        |
| 1      | Hawaii         |
| 1      | Illinois       |
| 1      | Indiana        |
| 1      | Louisiana      |
| 1      | Maine          |
| 1      | Missouri       |
| 1      | Nebraska       |
| 1      | Nevada         |
| 1      | New Jersey     |
| 1      | New York       |
| 1      | North Dakota   |
| 1      | Texas          |
| 1      | Washington     |
| 1      | West Virginia  |
| 1      | Wisconsin      |

## Präsident pro tempore emeritus
| Präsident pro tempore emeritus | Partei                 | Staat          | Amtszeit                         |
| ------------------------------ | ---------------------- | -------------- | -------------------------------- |
| Strom Thurmond                 | Republikanische Partei | South Carolina | 6. Juni 2001 – 3. Januar 2003    |
| Robert Byrd                    | Demokratische Partei   | West Virginia  | 4. Januar 2003 – 3. Januar 2007  |
| Ted Stevens                    | Republikanische Partei | Alaska         | 4. Januar 2007 – 3. Januar 2009  |
| Patrick Leahy                  | Demokratische Partei   | Vermont        | 6. Januar 2015 – 19. Januar 2021 |
| Chuck Grassley                 | Republikanische Partei | Iowa           | 20. Januar 2021 – heute          |